# 乐器法
乐器法是音乐领域配器学的一个分支，配器学包括乐器法与配器法两大块，乐器法是研究单个乐器的性能、音色、音域、特点等；配器法是研究多种乐器合奏时的音响效果。配器学应用在现代电声乐、流行乐中一般称它为编曲。
乐器法中把乐器分为中国传统乐器（民族乐器）、西洋传统乐器（西洋乐器）、电声乐器等。

### 乐器分类：
民族乐器：
- 吹奏乐器：笛子、箫、陶笛等；
- 弹奏乐器：琵琶、月琴、中阮、古筝等；
- 拉奏乐器：二胡、京胡、板胡、马头琴等；
- 打击乐器：大鼓、锣、木鱼等。

西洋乐器：
- 弓弦乐器：小提琴、中提琴、大提琴、低音提琴；
- 弹弦乐器：竖琴、古典吉他、曼陀林等；
- 木管乐器：长笛、双簧管、单簧管、大管等；
- 铜管乐器: 小号、长号、大号、圆号等；
- 键盘乐器：钢琴、古钢琴、管风琴等；
- 打击乐器：定音鼓、小军鼓、三角铁等。

电声乐器：
- 电子琴、电吉他、电贝司、电提琴、电吹管等。